# Edith Evans
Dame Edith Mary Evans DBE (Pimlico, Londres, 8 de febrer de 1888−Cranbrook, Kent, 14 d'octubre de 1976) va ser una actriu britànica.
Ha aparegut en moltes pel·lícules, interpretant papers de senyores aristocràtiques, entre les quals les més famoses són Lady Bracknell en La importància de ser franc (en escena i en la pel·lícula de 1952) i Miss Western en Tom Jones de 1963.

## Biografia[1]
Nascuda a Londres, d'Edward Evans i Caroline Ellen Foster, estudia a St. Michael's Church of England, Pimlico, abans de seguir un aprenentatge als 15 anys com a modista.
La seva primera aparició en escena és amb el paper de Viola en La nit de reis l'octubre de 1910. El 1912, es fixa en ella el productor William Poel, que li proposa el seu primer contracte professional l'agost del mateix any, el paper de Gautami en Sakuntala, un clàssic hindú del segle vi, després com a Cressida en Troilos i Crèssida, a Londres i a Stratford-upon-Avon.
Durant la seva carrera, que s'estén 60 anys, interpreta més de 150 papers incloent nombroses obres de William Shakespeare, William Congreve, Henrik Ibsen, William Wycherley, Oscar Wilde, i autors contemporanis com Enid Bagnold, Christopher Fry i Coward. De Shaw, crea  Back to Methuselah el 1923, The Apple Cart el 1929 i The Millionairess el 1940. Entre els seus èxits, hi ha Millamant en The Way of the World  (1924), Rosalind en As You Like It (1926 i 1936), la dida en Romeo i Juliet (1932, 1934, 1935, i 1961), i sobretot Lady Bracknell en La importància de ser franc (1939).
El 1964, apareix en la recuperació de Hay Fever (Judith Bliss) de Noël Coward, amb escenificació del mateix Coward, al Royal National Theatre.

## Filmografia[2]

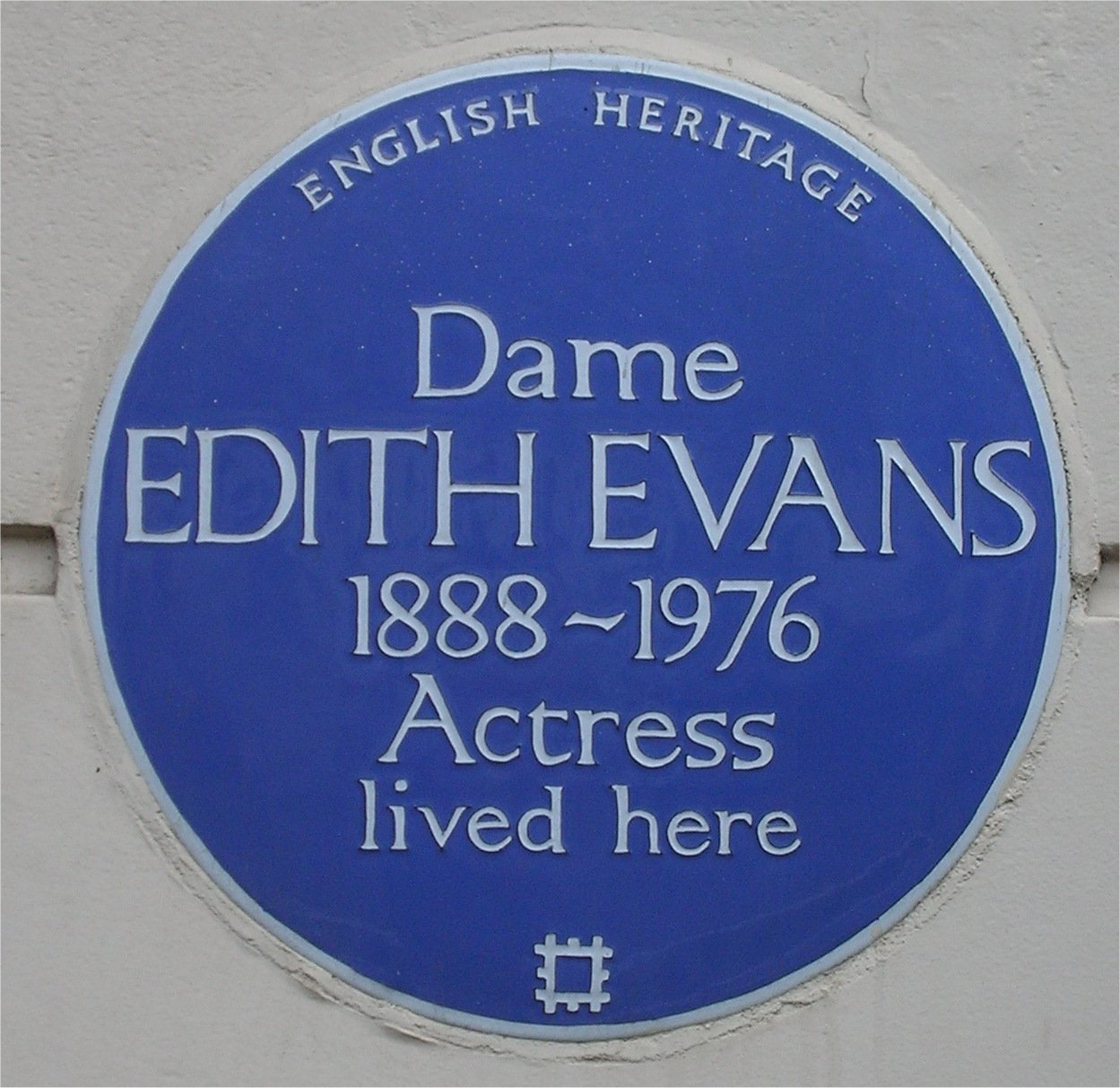
Placa commemorativa a la seva casa de Londres

- 1952: La importància de ser franc (The Importance of Being Earnest)
- 1958: Look Back in Anger
- 1959: Història d'una monja (The Nun's Story)
- 1963: Tom Jones
- 1964: The Chalk Garden, de Ronald Neame
- 1967: The Whisperers
- 1967: Fitzwilly
- 1969: La boja de Chaillot (The Madwoman of Chaillot)
- 1969: Crooks and Coronets
- 1969: David Copperfield
- 1970: Scrooge
- 1973: Casa de nines (A Doll's House)
- 1976: La sabatilla i la rosa (The Slipper and the Rose)
- 1977: Nasty Habits

Edith Evans va fer també nombroses aparicions en televisió.

## Premis i nominacions[3]

### Premis
- 1967: Os de Plata a la millor interpretació femenina al Festival de Berlin per The Whisperers
- 1968: Globus d'Or a la millor actriu dramàtica per The Whisperers
- 1968: BAFTA a la millor actriu britànica per The Whisperers

### Nominacions
- 1960: Globus d'Or a la millor actriu secundària per The Nun's Story
- 1964: Oscar a la millor actriu secundària per Tom Jones
- 1964: BAFTA a la millor actriu britànica per Tom Jones
- 1965: Oscar a la millor actriu secundària per The Chalk Garden
- 1965: BAFTA a la millor actriu britànica per The Chalk Garden
- 1968: Oscar a la millor actriu per The Whisperers
- 1970: Primetime Emmy a la millor actriu per David Copperfield